# きの字屋喜右衛門
きの字屋喜右衛門（きのじや きえもん、生没年不詳）は江戸時代中期の料理店主。屋号は喜の字屋ともかく。

## 概要
享保のころ、江戸の新吉原で台の物の仕出し屋をはじめ、珍重された。その後、「きの字屋」は、遊郭で台の物仕出し屋の総称となった。